# Muorkat-Jauratjah
Muorkat-Jauratjah är en sjö i Jokkmokks kommun i Lappland och ingår i Luleälvens huvudavrinningsområde. Sjön har en area på 0,264 kvadratkilometer och ligger 414 meter över havet. Sjön avvattnas av vattendraget Jarrebäcken.

## Delavrinningsområde
Muorkat-Jauratjah ingår i det delavrinningsområde (739621-163178) som SMHI kallar för Mynnar i Karatj. Medelhöjden är 539 meter över havet och ytan är 35,12 kvadratkilometer. Räknas de 6 avrinningsområdena uppströms in blir den ackumulerade arean 142,39 kvadratkilometer. Jarrebäcken som avvattnar avrinningsområdet har biflödesordning 4, vilket innebär att vattnet flödar genom totalt 4 vattendrag innan det når havet efter 254 kilometer. Avrinningsområdet består mestadels av skog (74 procent) och sankmarker (20 procent). Avrinningsområdet har 0,38 kvadratkilometer vattenytor vilket ger det en sjöprocent på 1,1 procent.